# Електрически сом
Malapterurus electricus е вид лъчеперка от семейство Malapteruridae.

## Разпространение
Видът е разпространен в Бенин, Буркина Фасо, Бурунди, Гана, Гвинея, Демократична република Конго, Египет, Етиопия, Замбия, Камерун, Кот д'Ивоар, Малави, Мали, Нигер, Нигерия, Сенегал, Танзания, Того, Уганда, Централноафриканска република, Чад и Южен Судан.